# 35137 Meudon
35137 Meudon este o planetă minoră (asteroid), cu un diametru de 3,008 km, din centura de asteroizi. A fost descoperită pe 2 septembrie 1992 la Observatorul La Silla de Eric Walter Elst și a fost numită după Meudon. 
Obiectul prezintă o orbită caracterizată de o semiaxă mare de 2,3998371 UAi, o excentricitate de 0,16, o înclinație de 3,18293 ° în raport cu ecliptica.